# Aspidoras eurycephalus
Aspidoras eurycephalus är en fiskart som beskrevs av Han Nijssen och Isbrücker, 1976. Aspidoras eurycephalus ingår i släktet Aspidoras och familjen Callichthyidae. Inga underarter finns listade.